# Pływanie na Letnich Igrzyskach Olimpijskich 2004 – 200 m stylem motylkowym mężczyzn
200 m stylem motylkowym mężczyzn – jedna z konkurencji pływackich, które odbyły się podczas XXVIII Igrzysk Olimpijskich. Eliminacje i półfinał miały miejsce 16 sierpnia, a finał 17 sierpnia. 
Mistrzem olimpijskim został reprezentant Stanów Zjednoczonych Michael Phelps, który w finale ustanowił nowy rekord olimpijski (1:54,04). Srebrny medal wywalczył Japończyk Takashi Yamamoto uzyskując czas 1:54,56 i poprawiając tym samym rekord Azji. Brąz z czasem 1:55,52 zdobył Stephen Parry z Wielkiej Brytanii. Tuż za podium znalazł się Paweł Korzeniowski, który pobił w finale rekord Polski (1:56,00). Złoty medalista w tej konkurencji sprzed czterech lat, Amerykanin Tom Malchow zajął ósme miejsce.

## Terminarz
Wszystkie godziny podane są w czasie greckim (UTC+03:00) oraz polskim (CEST).
| Data             | Godzina rozpoczęcia | Godzina rozpoczęcia |            |
| Data             | UTC+03:00           | CEST                |            |
| ---------------- | ------------------- | ------------------- | ---------- |
| 16 sierpnia 2004 | 10:25               | 09:25               | Eliminacje |
| 16 sierpnia 2004 | 20:31               | 19:31               | Półfinały  |
| 17 sierpnia 2004 | 19:50               | 18:50               | Finał      |

## Rekordy
Przed zawodami rekord świata i rekord olimpijski wyglądały następująco:
| Rekord            | Zawodnik       | Czas    | Miejsce   | Data             |
| ----------------- | -------------- | ------- | --------- | ---------------- |
| Rekord świata     | Michael Phelps | 1:53,93 | Barcelona | 22 lipca 2003    |
| Rekord olimpijski | Tom Malchow    | 1:55,35 | Sydney    | 19 września 2000 |

W trakcie zawodów ustanowiono następujące rekordy:
| Data        | Etap konkurencji | Zawodnik       | Czas    | Rekord |
| ----------- | ---------------- | -------------- | ------- | ------ |
| 17 sierpnia | finał            | Michael Phelps | 1:54,04 | OR     |

## Wyniki

### Eliminacje
| Miejsce | Wyścig | Tor | Zawodnik              | Państwo             | Czas    | Uwagi |
| ------- | ------ | --- | --------------------- | ------------------- | ------- | ----- |
| 1.      | 4      | 3   | Takashi Yamamoto      | Japonia             | 1:57,36 | Q     |
| 1.      | 5      | 4   | Michael Phelps        | Stany Zjednoczone   | 1:57,36 | Q     |
| 3.      | 5      | 5   | Paweł Korzeniowski    | Polska              | 1:57,45 | Q     |
| 4.      | 3      | 4   | Tom Malchow           | Stany Zjednoczone   | 1:57,75 | Q     |
| 5.      | 3      | 6   | Wu Peng               | Chiny               | 1:57,96 | Q     |
| 6.      | 5      | 3   | Justin Norris         | Australia           | 1:58,05 | Q     |
| 7.      | 4      | 4   | Franck Esposito       | Francja             | 1:58,12 | Q     |
| 7.      | 5      | 6   | Ioan Gherghel         | Rumunia             | 1:58,12 | Q     |
| 7.      | 4      | 2   | Anatoly Polyakov      | Rosja               | 1:58,12 | Q     |
| 10.     | 5      | 1   | Moss Burmester        | Nowa Zelandia       | 1:58,13 | Q     |
| 11.     | 3      | 7   | Nikołaj Skworcow      | Rosja               | 1:58,18 | Q     |
| 12.     | 4      | 5   | Takeshi Matsuda       | Japonia             | 1:58,23 | Q     |
| 13.     | 5      | 8   | Juan Veloz            | Meksyk              | 1:58,32 | Q     |
| 14.     | 3      | 2   | Sergiy Advena         | Ukraina             | 1:58,41 | Q     |
| 15.     | 3      | 3   | Denys Syłantiew       | Ukraina             | 1:58,44 | Q     |
| 16.     | 3      | 5   | Stephen Parry         | Wielka Brytania     | 1:58,88 | Q     |
| 17.     | 4      | 6   | Travis Nederpelt      | Australia           | 1:58,93 |       |
| 18.     | 5      | 2   | Helge Meeuw           | Niemcy              | 1:58,96 |       |
| 19.     | 5      | 7   | Kaio Almeida          | Brazylia            | 1:59,23 |       |
| 20.     | 3      | 1   | Jeremy Knowles        | Bahamy              | 1:59,32 |       |
| 21.     | 4      | 7   | Janis Drimonakos      | Grecja              | 1:59,42 |       |
| 21.     | 3      | 8   | Andrew Livingston     | Portoryko           | 1:59,42 |       |
| 23.     | 2      | 4   | Nathaniel O'Brien     | Kanada              | 2:00,12 |       |
| 24.     | 2      | 3   | Jeong Doo-hee         | Korea Południowa    | 2:00,96 |       |
| 25.     | 4      | 1   | Dávid Kolozár         | Węgry               | 2:01,89 |       |
| 26.     | 2      | 6   | Georgi Palazov        | Bułgaria            | 2:02,15 |       |
| 27.     | 2      | 8   | Zoran Łazarowski      | Macedonia Północna  | 2:02,26 |       |
| 28.     | 4      | 8   | Juan Pablo Valdivieso | Peru                | 2:02,79 |       |
| 29.     | 1      | 4   | Gastón Rodríguez      | Argentyna           | 2:04,01 |       |
| 30.     | 2      | 7   | Paulius Andrijauskas  | Litwa               | 2:04,64 |       |
| 31.     | 2      | 5   | Vladan Marković       | Serbia i Czarnogóra | 2:04,77 |       |
| 32.     | 2      | 2   | Aghiles Slimani       | Algieria            | 2:04,93 |       |
| 33.     | 1      | 3   | Donny Utomo           | Indonezja           | 2:05,71 |       |
| 34.     | 1      | 7   | Roy Barahona          | Honduras            | 2:05,99 |       |
| 35.     | 1      | 2   | Sergio Cabrera        | Paragwaj            | 2:06,15 |       |
| 36.     | 2      | 1   | Yeh Tzu-cheng         | Chińskie Tajpej     | 2:06,41 |       |
| 37.     | 1      | 5   | James Walsh           | Filipiny            | 2:06,76 |       |
| 38.     | 1      | 1   | Bertrand Bristol      | Seszele             | 2:09,07 |       |
| 39.     | 1      | 6   | Sergey Pankov         | Uzbekistan          | 2:13,06 |       |

### Półfinały

#### Półfinał 1
| Miejsce | Tor | Zawodnik         | Państwo           | Czas    | Uwagi |
| ------- | --- | ---------------- | ----------------- | ------- | ----- |
| 1.      | 8   | Stephen Parry    | Wielka Brytania   | 1:55,57 | Q     |
| 2.      | 4   | Michael Phelps   | Stany Zjednoczone | 1:55,65 | Q     |
| 3.      | 5   | Tom Malchow      | Stany Zjednoczone | 1:57,48 | Q     |
| 4.      | 6   | Anatoly Polyakov | Rosja             | 1:57,58 |       |
| 5.      | 3   | Justin Norris    | Australia         | 1:57,96 |       |
| 6.      | 2   | Moss Burmester   | Nowa Zelandia     | 1:58,09 |       |
| 7.      | 1   | Sergiy Advena    | Ukraina           | 1:58,11 |       |
| 8.      | 7   | Takeshi Matsuda  | Japonia           | 1:58,13 |       |

#### Półfinał 2
| Miejsce | Tor | Zawodnik           | Państwo | Czas    | Uwagi |
| ------- | --- | ------------------ | ------- | ------- | ----- |
| 1.      | 5   | Paweł Korzeniowski | Polska  | 1:56,40 | Q     |
| 2.      | 4   | Takashi Yamamoto   | Japonia | 1:56,69 | Q     |
| 3.      | 3   | Wu Peng            | Chiny   | 1:56,81 | Q     |
| 4.      | 2   | Ioan Gherghel      | Rumunia | 1:57,31 | Q     |
| 5.      | 7   | Nikołaj Skworcow   | Rosja   | 1:57,37 | Q     |
| 6.      | 8   | Denys Syłantiew    | Ukraina | 1:57,93 |       |
| 7.      | 6   | Franck Esposito    | Francja | 1:59,00 |       |
| 8.      | 1   | Juan Veloz         | Meksyk  | 1:59,78 |       |

### Finał
| Miejsce | Tor | Zawodnik           | Państwo           | Czas    | Uwagi |
| ------- | --- | ------------------ | ----------------- | ------- | ----- |
| 1. !    | 5   | Michael Phelps     | Stany Zjednoczone | 1:54,04 | OR    |
| 2. !    | 6   | Takashi Yamamoto   | Japonia           | 1:54,56 | AS    |
| 3. !    | 4   | Stephen Parry      | Wielka Brytania   | 1:55,52 |       |
| 4.      | 3   | Paweł Korzeniowski | Polska            | 1:56,00 | NR    |
| 5.      | 7   | Ioan Gherghel      | Rumunia           | 1:56,10 |       |
| 6.      | 2   | Wu Peng            | Chiny             | 1:56,28 |       |
| 7.      | 1   | Nikołaj Skworcow   | Rosja             | 1:57,14 |       |
| 8.      | 8   | Tom Malchow        | Stany Zjednoczone | 1:57,48 |       |